# Accell Group
Холдинг Група Аксель (нід. Accell Group NV) — нідерландська компанія, що володіє рядом європейських виробників велосипедів. Також виробляє обладнання для фітнесу. Компанія є лідером ринку в Європі й перебуває у п'ятірці найбільших у Північній Америці. Володіє брендами велосипедів у Нідерландах: Batavus, Koga, Sparta, Loekie; у Німеччині: Winora, Staiger, Haibike, Ghost; у Франції: Lapierre; у Північній Америці: Redline, Raleigh. 
На 1998 рік група Аксель володіла брендами в Нідерландах (Batavus, Koga, Hadee), Німеччині (Hercules) і Франції (Lapierre, Mercier). 27 лютого 2008 року група придбала  німецьку Ghost-Bikes GmbH, яка мала в 2007 році близько 25 мільйонів євро доходу.
У січні 2022 року Accell Group погодилася на пропозицію викупу на суму 1,56 мільярда євро від американської фірми KKR.

## Статистика[5]
Дохід за країнами: 24,7% — Нідерланди, 23,8% — Німеччина, 32,0% — решта Європи, 15,1% — Північна Америка, 4,4% — інші країни. За товаром: 72,7%  — велосипеди, 24,8% — велокомплектуючі та аксесуари, 2,5% — обладнання для фітнесу. У підрозділах працює понад 2900 співробітників у 18 країнах, з них у 5-ти — лінії збирання та фарбування велосипедів. Компанія продала 1,835,000 велосипедів у 2013 році, 1,605,000  —  у 2012 році. 
| Рік  | Дохід               | Прибуток           | Співробітників | Продано велосипедів | Середня ціна велосипеда |
| ---- | ------------------- | ------------------ | -------------- | ------------------- | ----------------------- |
| 2013 | ▲ € 849,0 мільйонів | ▼ € 19,0 мільйонів | ▲ 2,926        | ▲ 1,835,000         | ▼ € 336                 |
| 2012 | ▲ € 772,5 мільйонів | ▼ € 23.3 мільйонів | ▲ 2,776        | ▲ 1,605,000         | ▼ € 345                 |
| 2011 | ▲ € 628,5 мільйонів | ▲ € 40,3 мільйонів | ▲ 2,234        | ▲ 1,115,000         | ▼ € 417                 |
| 2010 | ▲ € 577,2 мільйонів | ▲ € 36,4 мільйонів | ▲ 1,877        | ▲ 949,000           | ▲ € 449                 |
| 2009 | ▲ € 573 мільйонів   | ▲ € 32,7 мільйонів | ▲ 1,787        | ▲ 986,000           | ▲ € 439                 |
| 2008 | ▲ € 538 мільйонів   | ▲ € 28,6 мільйонів | ▲ 1,778        | ▲ 974,000           | ▲€ 415                  |
| 2007 | ▲ € 476 мільйонів   | ▲ € 24,4 мільйонів | ▲ 1,713        | ▲ 943,000           | ▲ € 367                 |
| 2006 | ▲ € 432 мільйонів   | ▲ € 18,4 мільйонів | ▲ 1,671        | ▲ 917,000           | ▲ € 339                 |
| 2005 | ▲ € 372 мільйонів   | ▲ € 15,5 мільйонів | ▲ 1,438        | ▼ 858,000           | ▲ € 330                 |
| 2004 | ▲ € 341 мільйонів   | ▲ € 13,2 мільйонів | ▲ 1,405        | 865,000             | € 317                   |
| 2003 | ▲ € 289 мільйонів   | ▲ € 9,2 мільйонів  | ▲ 1,213        |                     |                         |
| 2002 | ▲ € 259 мільйонів   | ▲ € 6.8 мільйонів  | ▲ 1,061        |                     |                         |
| 2001 | ▲ € 205.6 мільйонів | ▲ € 5.0 мільйонів  | ▲ 1,051        |                     |                         |
| 2000 | ▲ € 203.7 мільйонів | ▲ € 4.2 мільйонів  | ▲ 998          |                     |                         |
| 1999 | ▲ € 150.3 мільйонів | ▼ € 3.0 мільйонів  | ▲ 768          |                     |                         |
| 1998 | ▲ € 149.4 мільйонів | ▲ € 4.4 мільйонів  | ▲ 785          |                     |                         |
| 1997 | ▲ € 137.2 мільйонів | ▼ € 3.0 мільйонів  | ▼ 758          |                     |                         |
| 1996 | ▲ € 130.2 мільйонів | ▼ € 3.3 мільйонів  | ▲ 842          |                     |                         |
| 1995 | € 95.8 мільйонів    | € 4.2 мільйонів    | 578            |                     |                         |

## Галерея

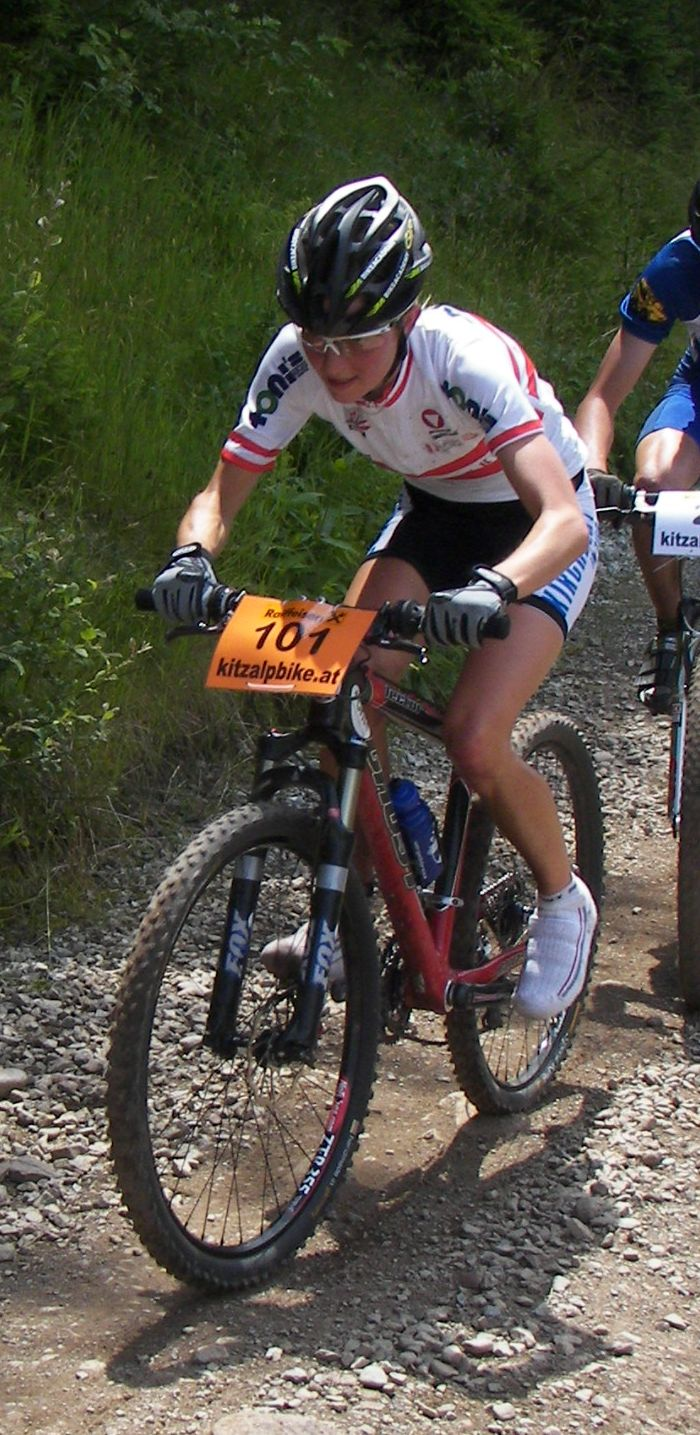
Чемпіонка світу Елізабет Осл на Ghost Lector
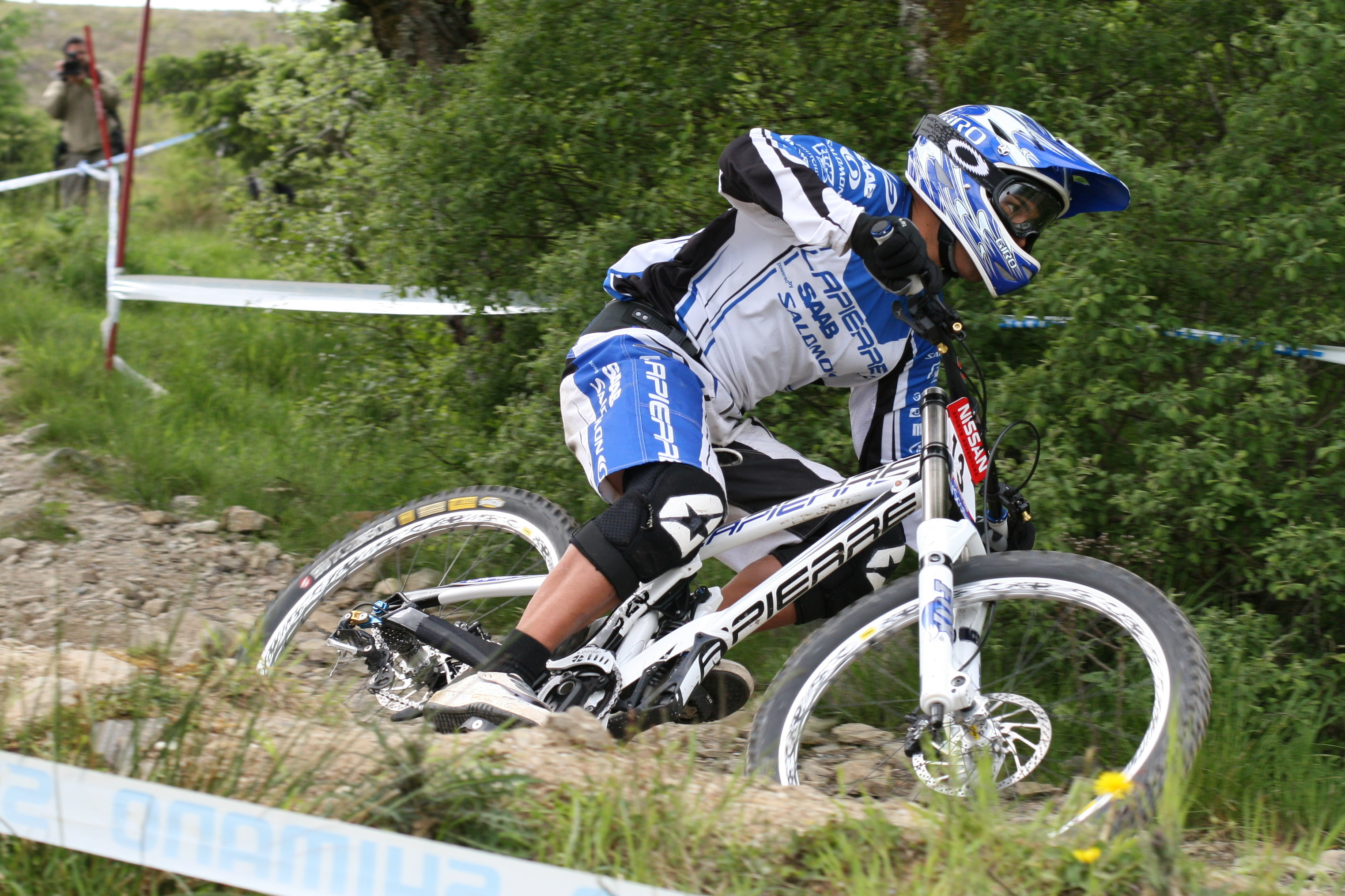
David Vasquez Lopez на даунхільному велосипеді Lapierre
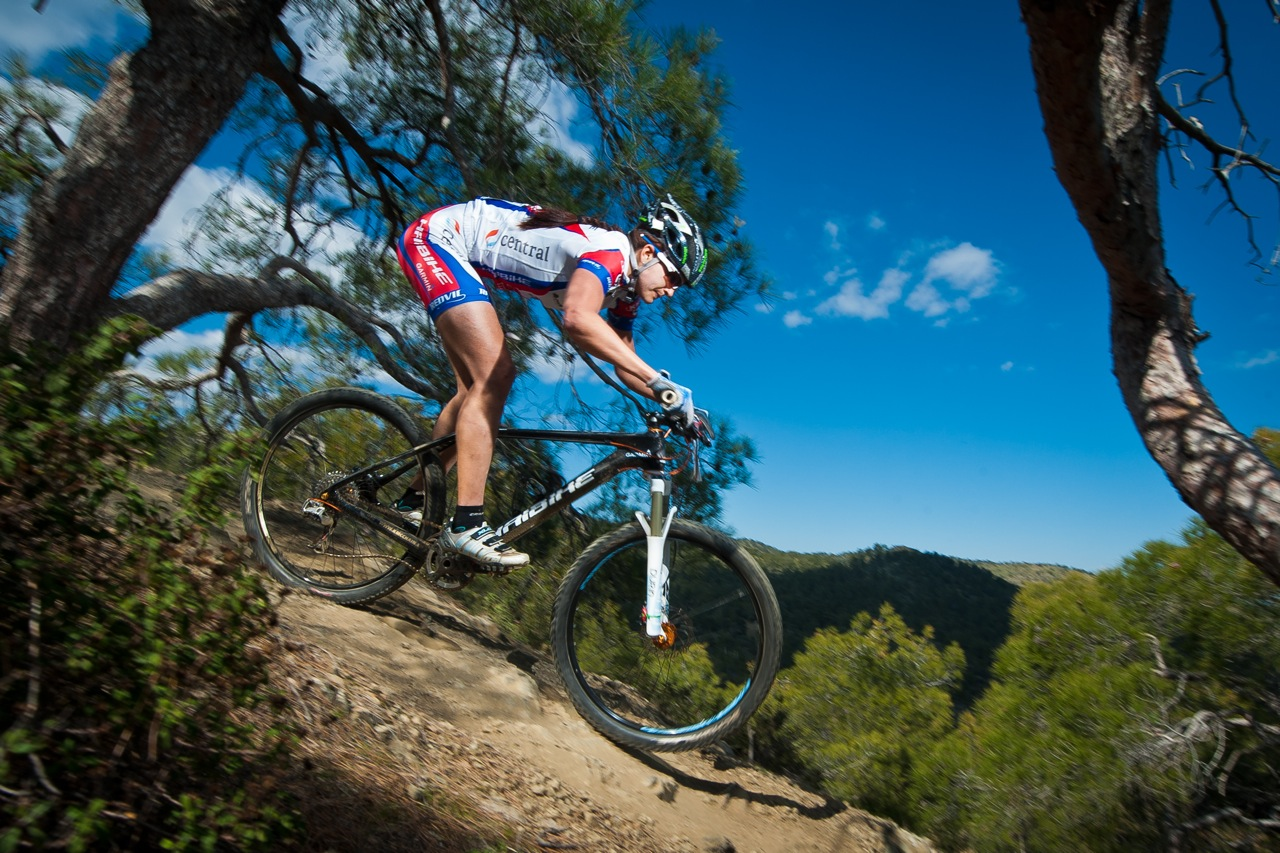
Тереза Хурікова з команди олімпійської чемпіонки Сабіне Шпіц на Haibike
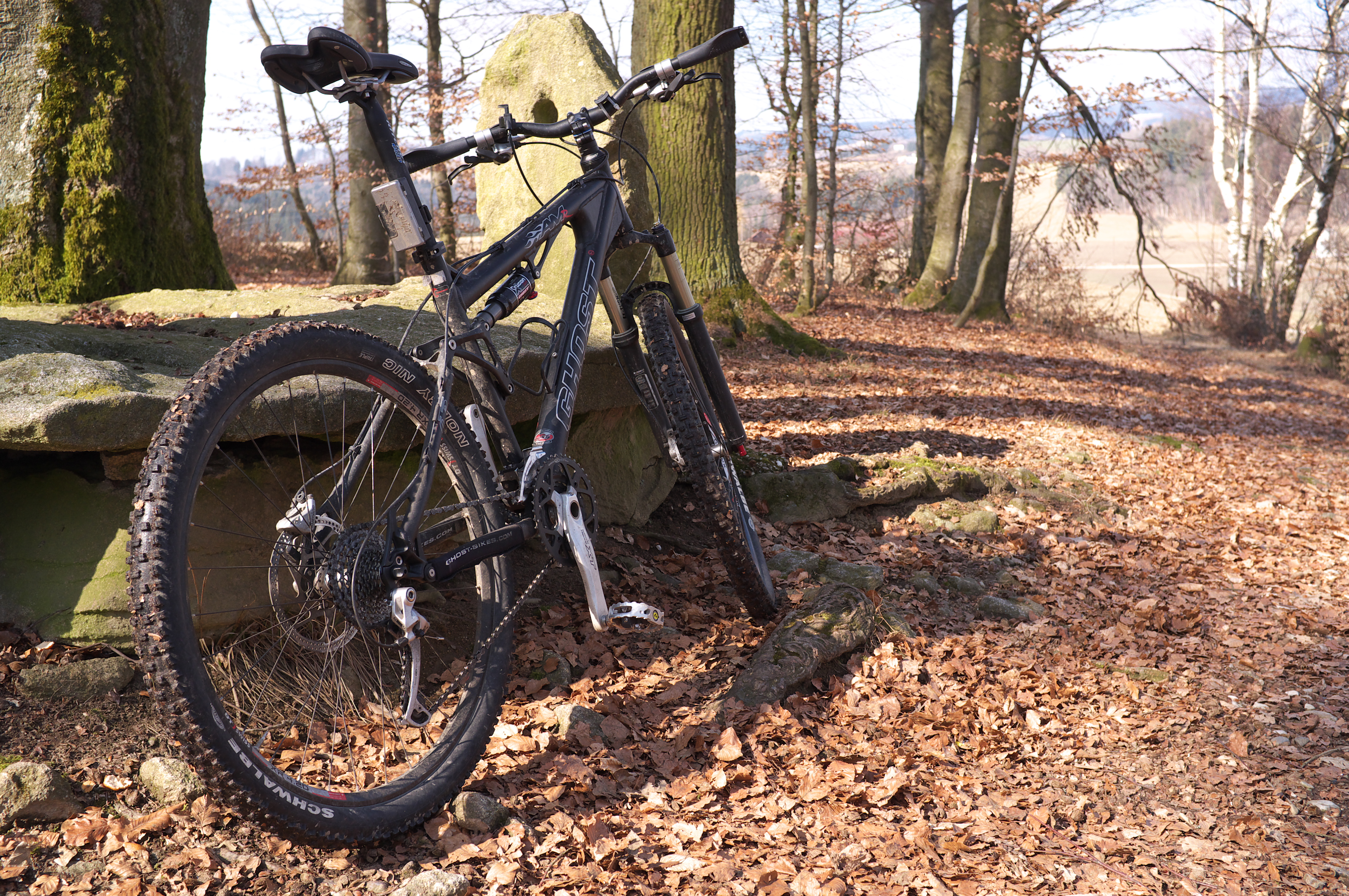
Двопідвіс Ghost AMR
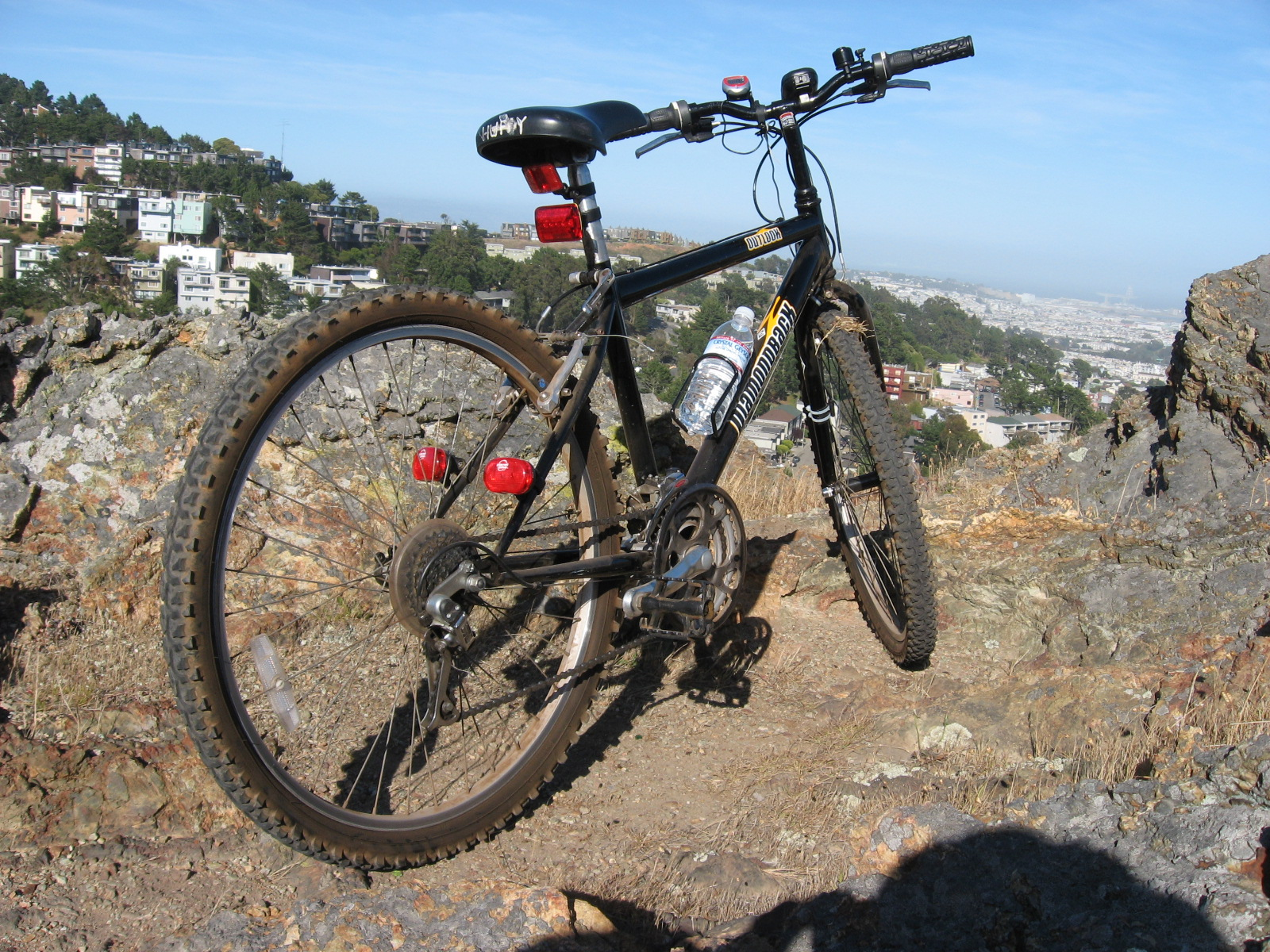
Diamondback Outlook
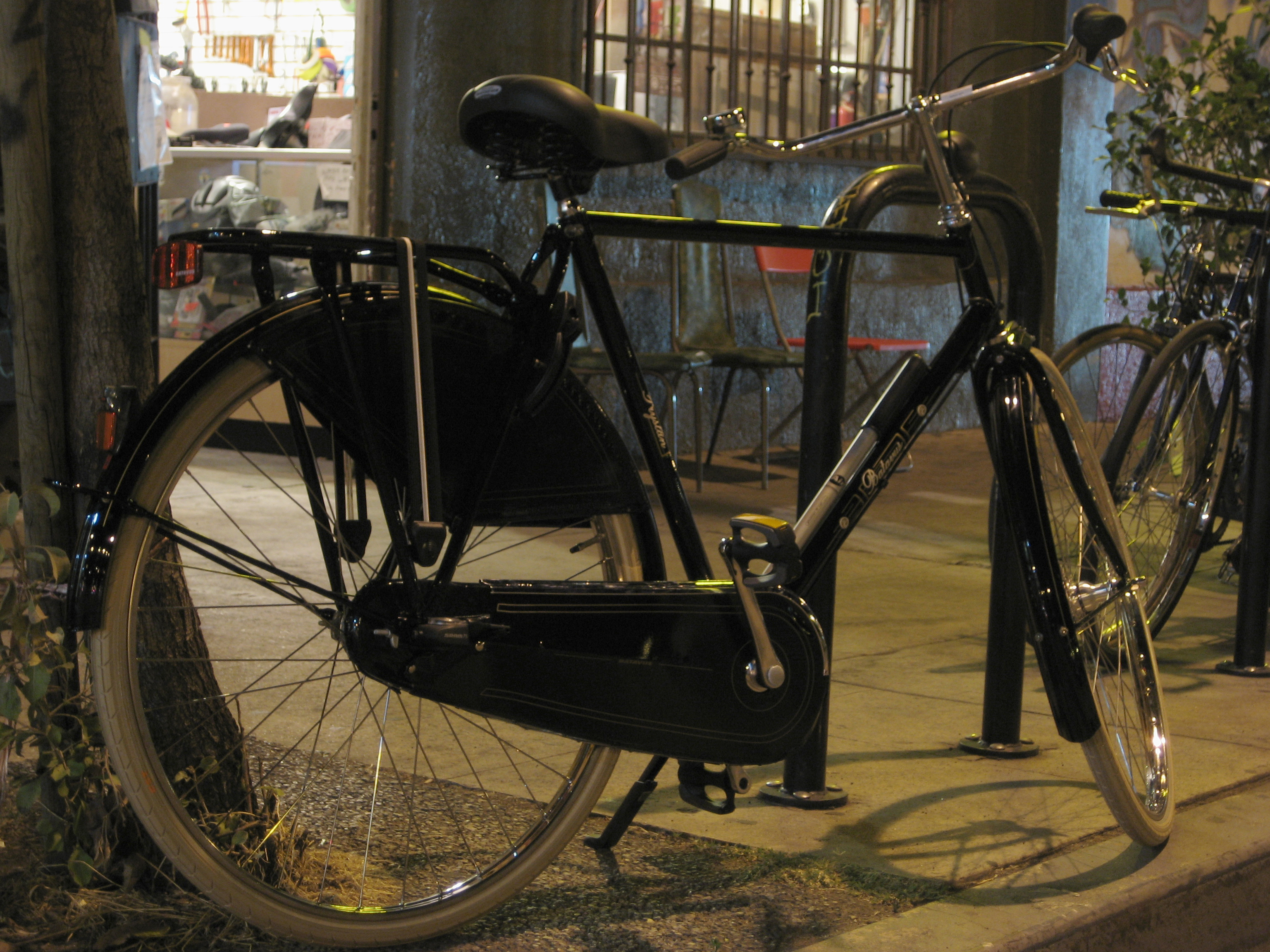
Міський велосипед Batavus
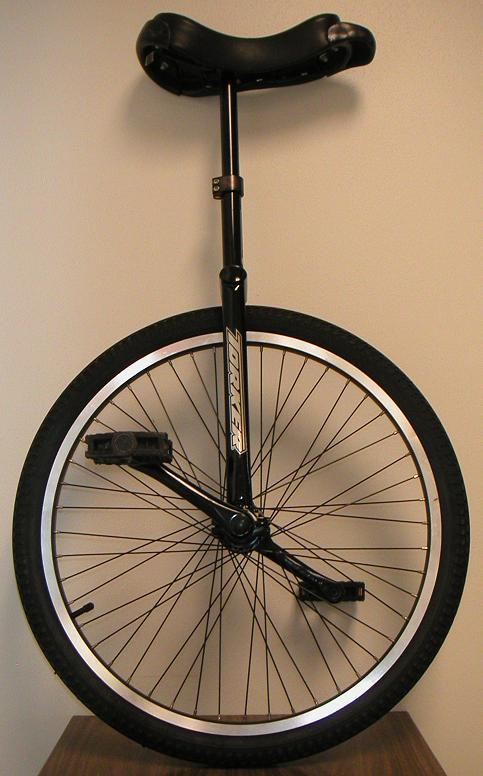
Уніцикл Torker
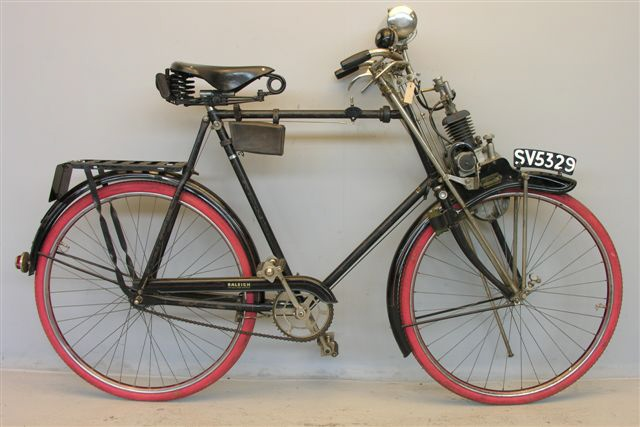
Raleigh 1919 року
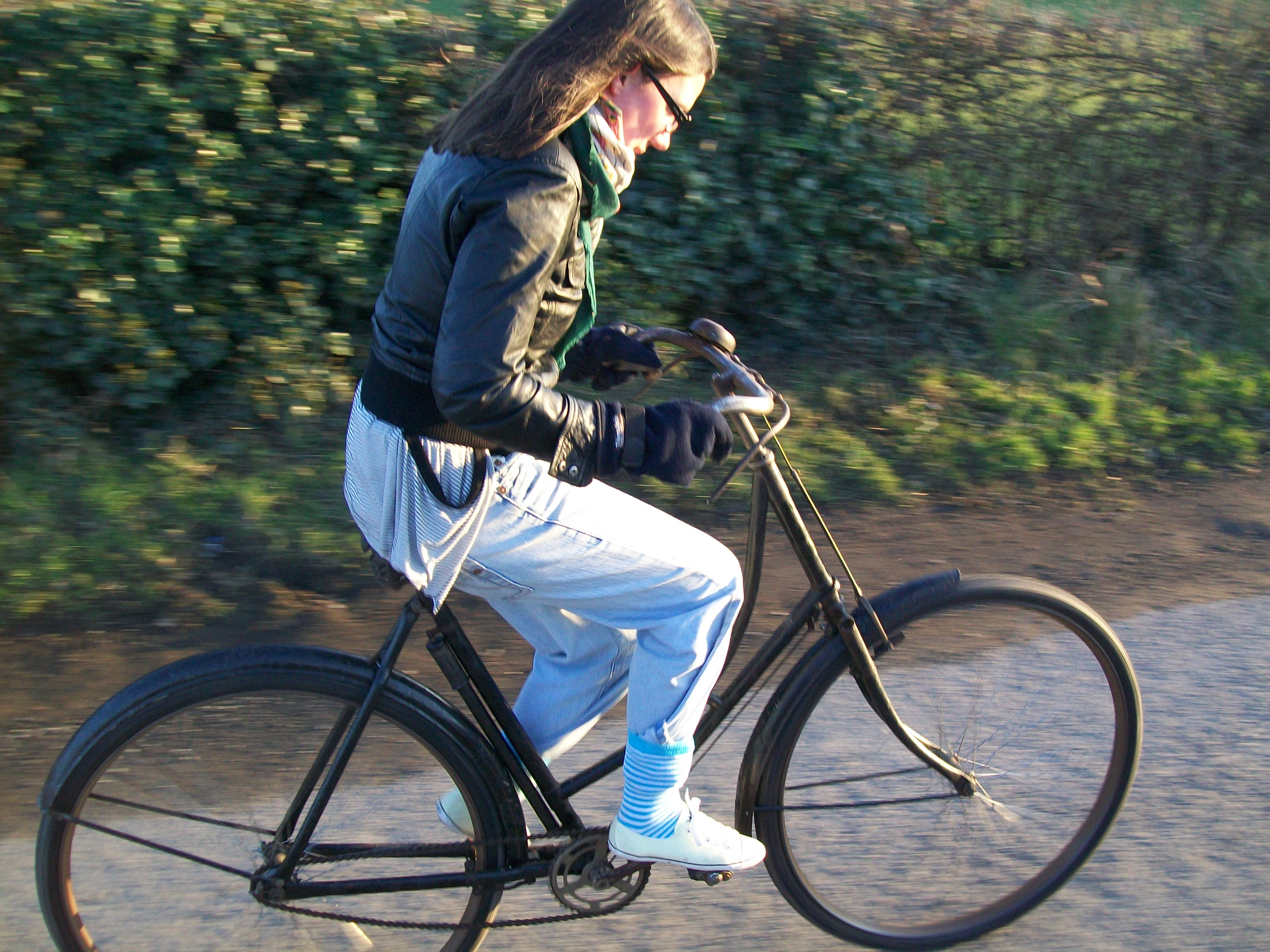
Raleigh 1920-их
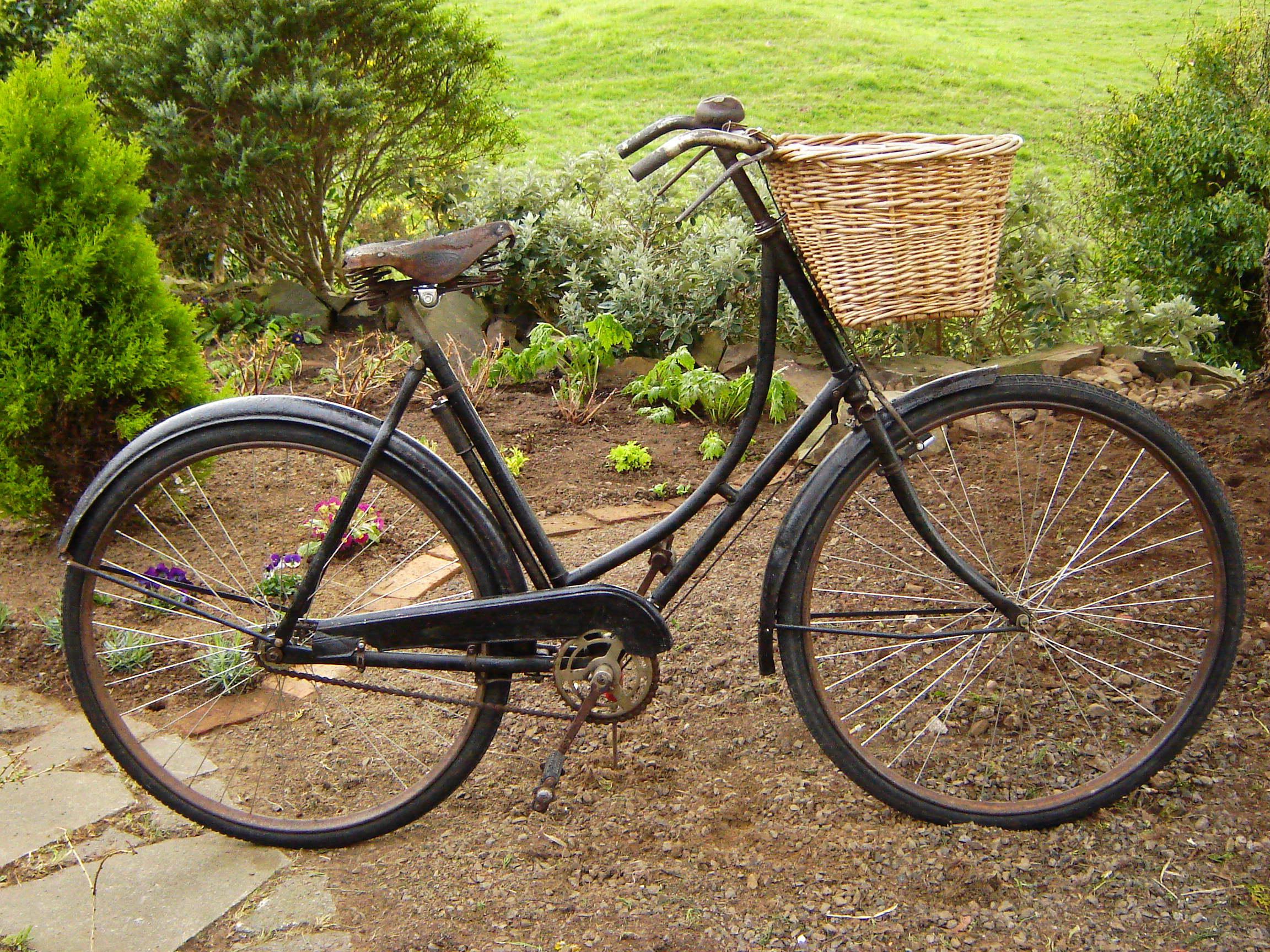
Raleigh 1929 року
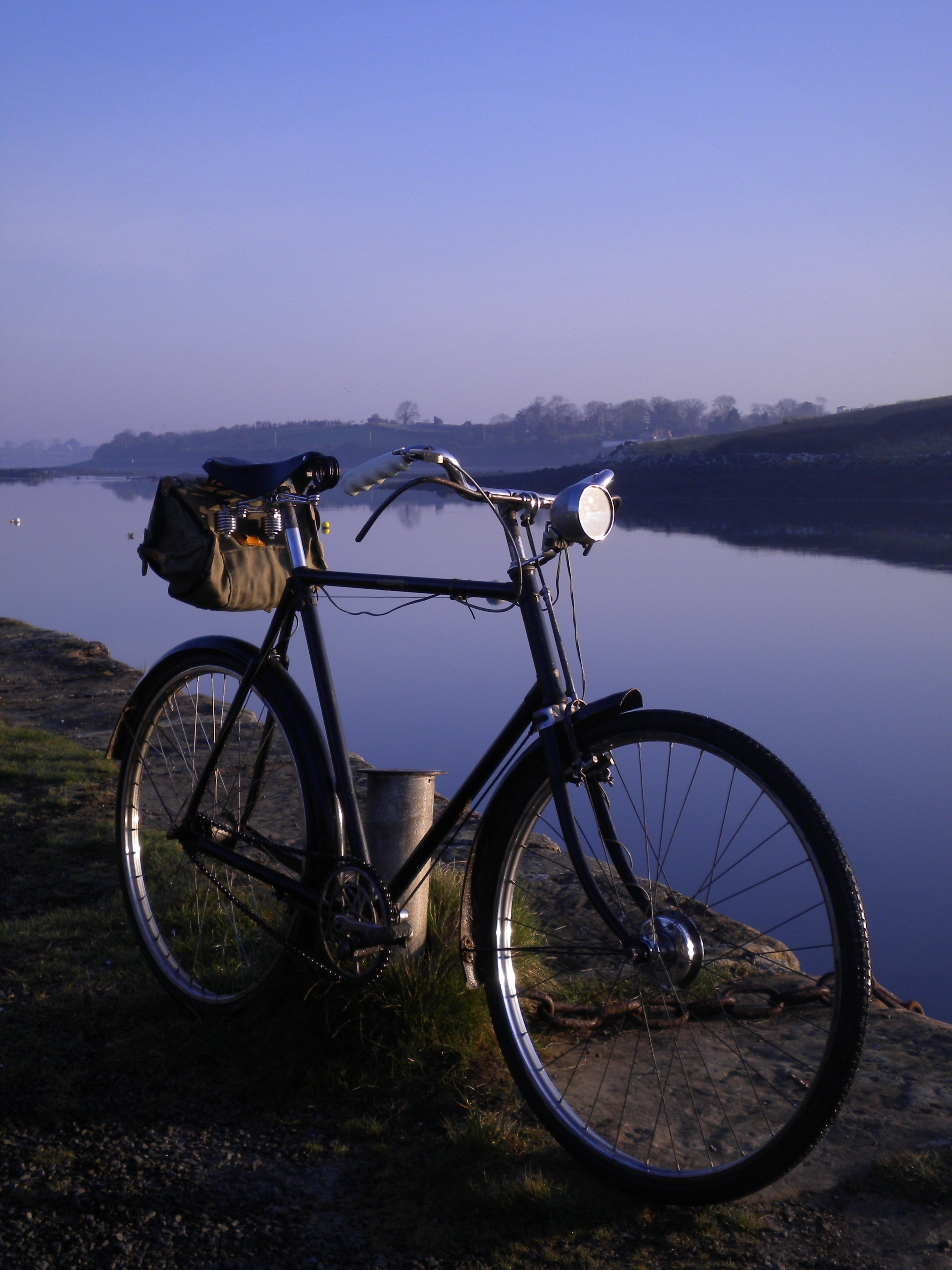
Raleigh Robin Hood 1960-их